# Ocakbaşı, Üzümlü
Ocakbaşı là một xã thuộc huyện Üzümlü, tỉnh Erzincan, Thổ Nhĩ Kỳ. Dân số thời điểm năm 2010 là 42 người.